# ボーマ州
ボーマ州(ボーマしゅう、英語：Boma State)は、南スーダン北東部の上ナイル地方南東部にかつて存在した州。2015年成立。前身は大ピボール行政区（GPAA）で、2020年にピボール行政区へ改編された。
2014年の人口は25万3270人。
州都はピボール。

## 隣接州
- 北：東部ビエー州
- 北東：ガンベラ州
- 南東：南部諸民族州
- 南：ナモルニャング州
- 南西：イマトン州
- 西：ジョングレイ州

## 行政区画
- ピボール郡
- ポチャッラ郡

## 州知事
- ババ・メダン・コニャ（英語版）（2015年12月23日[3]  - 2017年1月14日）
- スルタン・イスマイル・コニャ（2017年1月14日[4] - 2018年1月27日）
- デイヴィッド・ヤウ・ヤウ（2018年1月27日[5] - 2020年?）